# Maira Bodenhöfer
Maira Bodenhöfer Holzapfel (Santiago, 16 de mayo de 1987) es una actriz chilena de cine, teatro y televisión.

## Biografía
Hija del actor Bastián Bodenhofer y de la actriz y directora de la Escuela de Teatro, Consuelo Holzapfel, además profesora de teatro, y hermana menor del también actor Damián Bodenhöfer, comienza a abrirse paso en el mundo de las tablas, especialmente en Santiago. Luego de egresar de la Escuela de Teatro de Casa Central, ya comienza a analizar proyectos relacionados con cine y televisión.

## Filmografía

### Cine
- Tiempos decentes
- Viudas (cortometraje)
- Calzones rotos (2018) de Arnaldo Valsecchi

### Televisión
| Año       | Título                          | Papel                  | Canal          | Notas |
| --------- | ------------------------------- | ---------------------- | -------------- | ----- |
| 2005      | Heredia & Asociados             |                        | TVN            |       |
| 2011      | 12 días que estremecieron Chile | Paula                  | Chilevisión    |       |
| 2014      | Las 2 Carolinas                 | Doctora                | Chilevisión    |       |
| 2015      | Los años dorados                | Dolores Peña (joven)   | UCV Televisión |       |
| 2015      | Código rosa                     | Natalia                | Mega           |       |
| 2018      | Grandes pillos                  | Verónica Rajii (joven) | Chilevisión    |       |
| 2019      | Amar a morir                    | Cecilia Donoso (joven) | TVN            |       |
| 2019      | Isla Paraíso                    | Hermana Aurora         | Mega           |       |
| 2021      | Isabel                          | Francisca Llona        | Prime Video    |       |
| 2021-2022 | Pobre novio                     | Sara Fernández         | Mega           |       |

## Teatro
- Toc Toc (Dirección: Laurent Baffie)
- Flamenco Infusión (Directora)
- Ese algo que nunca compartí contigo (Director: Bastián Bodenhöfer)